# قدس (تهران)
شهر قدس با نام پیشین قلعه حسن‌خان مرکز شهرستان قدس در استان تهران است. شهر قدس در غرب استان تهران و بین ۲ استان تهران و البرز قرار گرفته است.

## معرفی
شهر قدس یکی از شهرهای قدیمی استان تهران است که با قرار گرفتن این شهر در بزرگراه متوسلیان (کیلومتر ۲۰) و موقعیت خوب جغرافیایی و آب و هوای خوب کوهپایه‌ای در این چند سال اخیر میزبان سکونت مهاجرین بسیاری از سایر شهرهای کشور بوده است. این شهر دارای معادن، مزارع، باغ‌ها و مجتمع‌های صنعتی متعدد است. شهر قدس که تا قبل از تأسیس شهرداری در سال ۱۳۶۸ (خورشیدی) تحت نام قلعه حسن‌خان شناخته می‌شد، روستایی کوچک و قلعه مانند در حاشیه جنوب غربی تهران و همجوار شهرداری منطقه ۹ و ۱۸ بود. در یک جبهه آن کاووسیه و در جبهه غربی آن سرخ حصار قرار داشت.
در ۱۳۶۸/۰۴/۰۳ شهر قدس از رشد روستای قلعه حسن‌خان و ادغام آن با نقاط دیگری مانند سرخ حصار، کاووسیه و شهرک بهشتی (قدس) به وجود آمده است. از این‌رو می‌توان دو دوره متمایز را برای تحول کالبدی شهر متصور گردید:
- ایجاد بناها و رشد قلعه حسن‌خان به صورت یک روستا
- رشد سریع و بدون وقفه شهر در دو سه دهه اخیر

در مرحله اول قلعه حسن‌خان از دو قلعه اربابی تشکیل گردیده که بنام مالک آن (حسن خان) نامیده شده است و هر دو قلعه دروازه بوده است (یکی از دروازه‌های نزدیک مسجد جامع فعلی و دیگری نزدیک میدان قدس سابق).
مرحله دوم با تأسیس کارگاه‌ها و کارخانجات متعدد در کنار جاده قدیم و کنار راه‌آهن و به‌طورکلی شروع رشد سریع تهران در چند دهه اخیر آغاز گردید. در این مرحله با رشد سریع جمعیت منطقه تهران روستای قلعه حسن‌خان نیز که در فاصله نسبتاً کمی از تهران و در نزدیکی تعدادی از این کارخانجات و کارگاه‌ها قرار گرفته است به سرعت رشد نمود.

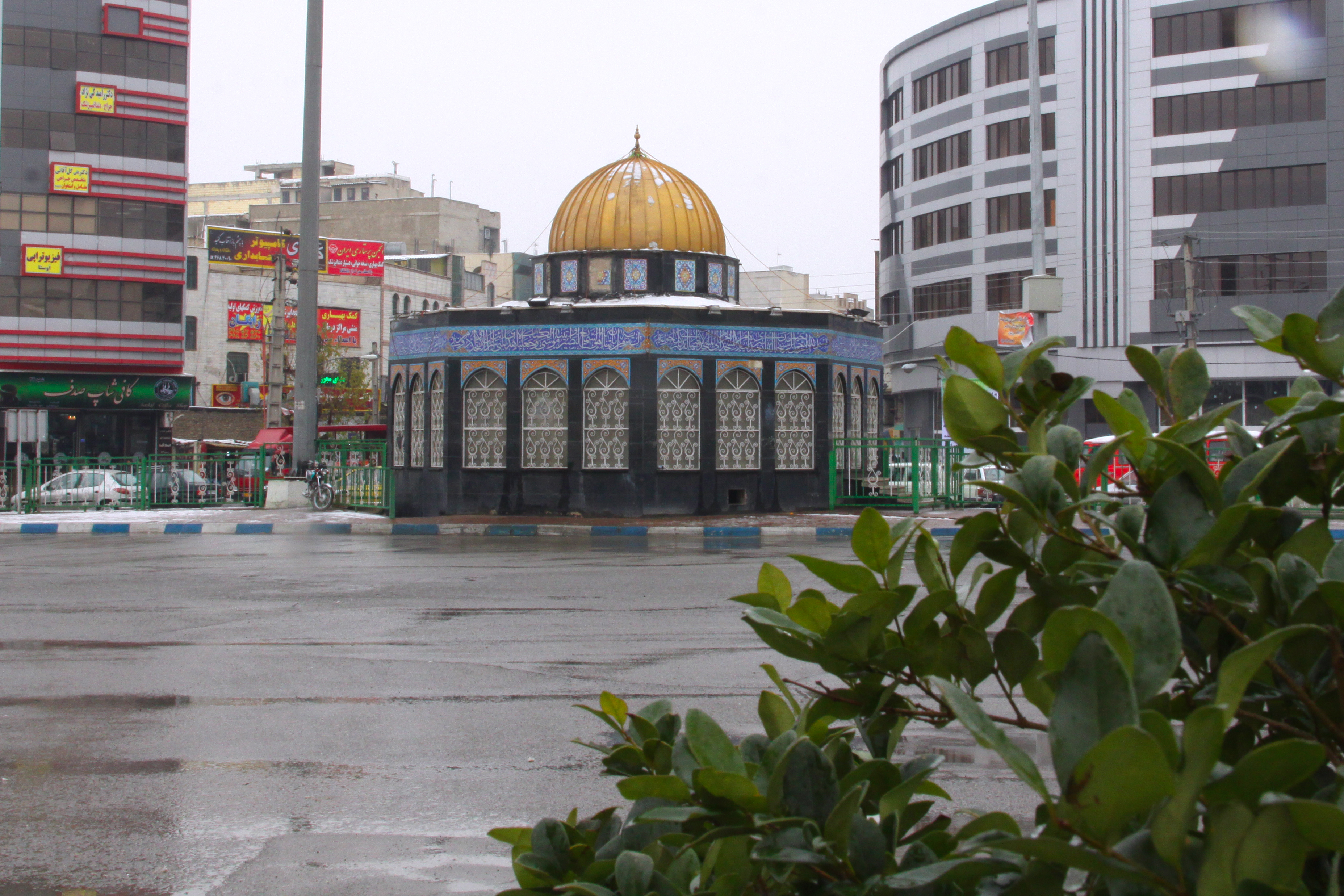
میدان قدس، جایی که قبلا دروازه اصلی قلعه حسن‌خان در آن قرار داشت و قلعه پشت آن بود

## پیشینه

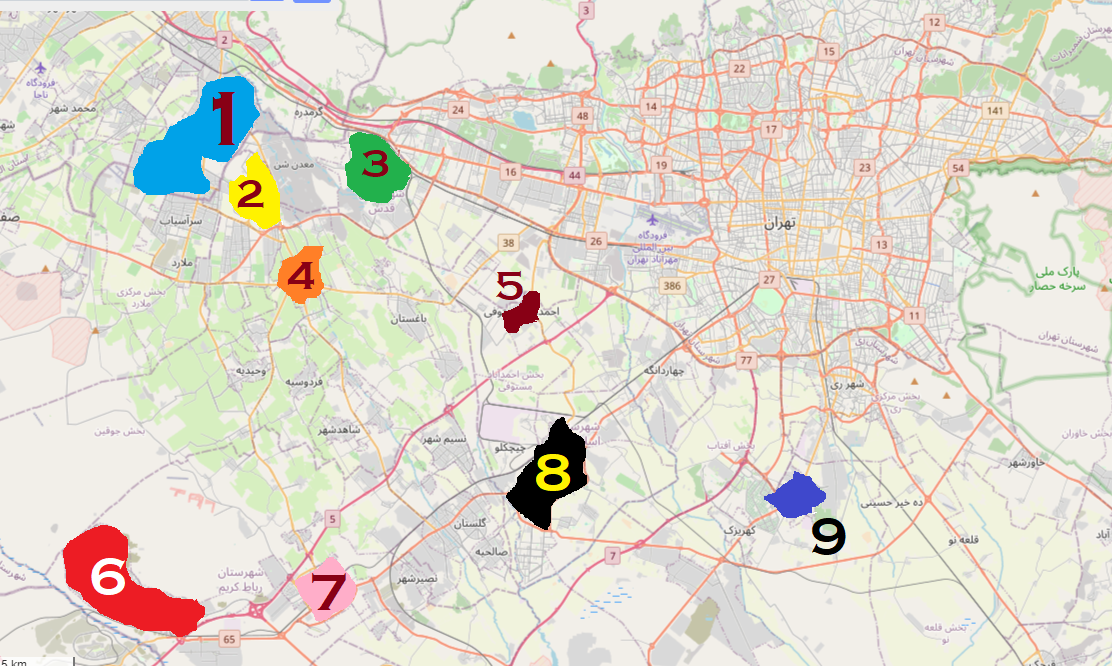
موقعیت برخی از شهرهای حاشیه‌ای جنوب، جنوب غرب و غرب نزدیک تهران ۱- فردیس ۲- اندیشه ۳- شهر قدس ۴- شهریار ۵- احمدآباد مستوفی ۶- پرند ۷- رباط کریم ۸- اسلامشهر ۹- باقر شهر

قلعه حسن‌خان دشتی بود حاصلخیز که در دوره قاجار با ایجاد قلعه‌ای به این نام معروف شد. منطقه‌ای که در اصل شکارگاه حکومتی بود و در آن نقاط باستانی چون کاووسیه و سرخ حصار موجود بوده اما امروزه اثری از پیشینه تاریخی آنان باقی نمانده است. وردآورد، کاروانسرا سنگ‌ وردآورد و نهر فیروز بهرام (یکی از نهرهای باستانی که قدمتش به بیش از پنج هزار و پانصد سال می‌رسد و امروزه به صورت کانال سیمانی موجود است) در شمال آن و رود کرج و روستای باباسلمان در جنوب آن، روستای اسماعیل‌آباد در شمال شرقی، روستاهای زرنان (قدس) بالا و پائین و شهرک دانش در شرق آن و گرمدره و تپه‌های قورت داغی در غرب آن واقع شده‌اند. در اواسط دوره قاجار شخصی بنام امیرتومان مصطفی‌قلی‌خان مقدم که میرشکار (سردسته شکارچیان) دربار بود اراضی این منطقه را از خدیجه‌سلطان‌خانم دختر شاهزاده الله‌وردی میرزا (پسر هفدهم فتحعلی‌شاه) خریداری می‌کند و در آن زمان این منطقه بسیار دور از پایتخت بود.
امیرتومان با فراهم کردن امکانات و آوردن عده‌ای از اهالی خمسه (زنجان) به این منطقه، آرام آرام زمین‌های بایر را به زمین‌های کشاورزی تبدیل نمود و منطقه رنگی از زندگی جدید به خود گرفت. می‌گویند نام اولیه این محل پیش از آنکه امیر تومان آن را تصاحب کند سبزه الماس بوده وامیرتومان آنجا را به نام فرزند ارشدش که نام او حسن خان بود «قلعه حسن‌خان» نامید. امیرتومان صاحب چند فرزند به نام‌های: رضاخان، حسن خان، آقابزرگ خان، مؤتمرالدوله و سالار همایون بود که آنان پس از مرگ پدر، قلعه حسن‌خان را بین خود تقسیم کردند و به هر یک از برادران نزدیک یک دانگ رسید. در آن زمان تمام اراضی این قلعه و اطراف آن قابل کشت و زرع بود و کلاً به نواحی: چمن الماس خان، ورامینک، میاندوآب، قلعه سون، اکبر نایب، چنارسوخته و… که مجموعاً ده قطعه بوده تقسیم می‌شد. 
هر یک از نواحی دارای قلعه‌ای خاص بود. بررسی مدارک تاریخی نشان می‌دهد که در میاندوآب عده‌ای از اعراب ساکن بوده و به پرورش گاومیش اشتغال داشته‌اند. اراضی قلعه توسط سه قنات بزرگ آبیاری و پرآب آبیاری می‌شد. یکی از آن‌ها قنات بزرگ نام داشت؛ و مبدأ آن تپه و رودخانه‌ای به نام قروق که شاخه‌ای از رود کرج بود. گویا یکی از قنات‌ها که قنات بزرگ نام داشت از تپه‌های سرخه حصار سرچشمه گرفته به سوی قلعه امتداد می‌یافت. آب این قنات حتی به مناطق جنوبی تری چون ورامینک نیز می‌رسید.  اولین مغازه در قلعه حسن‌خان را شخصی بنام مشهدی حسین (هاتفیان) که اهل یزد بود باز کرده که محل فعلی آن نیز مغازه لبنیاتی جعفری روبروی مسجد جامع شهر است. وی همچنین به خاطر کلاه شاپویی که همیشه به سر داشت به کلاه حسین معروف بود. اولین وسیله نقلیه که وانت بار و شبیه به کامیون بوده توسط شخصی بنام حمید شهباز یاردلی فرزند کریم خان آورده که روزی دو بار صبح و عصر این وسیله به شهر تردد داشته و مردم از آن استفاده می‌کردند. تنها امامزاده این شهر امامزاده ابوالحسن و ابوالحسین از نوادگان موسی کاظم (ع بوده و سابقه آن به چند صد سال برمی گردد و امروزه هم این امامزاده‌ها زیارتگاه اهل ایمان است. اولین مسجد شهر مسجد جامع است که چندین بار بازسازی شده است.  آموزش و تربیت در قالب مکتب خانه در شهر قدس توسط شخصی بنام شیخ مرتضی که روحانی بود شکل گرفته و اولین مدرسه دولتی شهر در سال ۱۳۴۱ به نام دبستان صادقی ساخته شده است.
اولین حمام محل واقع در خیابان روبروی کوچه میثم بوده که چون از وضعیت مناسبی برخوردار نبوده مالکان با کمک و همیاری مالی جهانشاه خان که یکی از سران بزرگ خمسه در آن زمان و از مخالفان رضاشاه بود و پس از شکست از ایشان به قلعه حسن‌خان آمده بود سرمایه ساخت حمام جدیدی بنام «خزینه در» روبروی مسجدجامع داخل کوچه احداث که این حمام به سال ۱۲۴۰ تا ۱۲۵۰ ه‍.ش برمی گردد و معمار آن شخصی بنام استاد کریم بوده است.
نامگذاری
نام قلعه حسن‌خان را امیرتومان (میرشکار قاجار) با علاقه ای که به پسر خود داشت با ساخت قلعه ای روی این منطقه نهاد. شهر قدس که تا قبل از تأسیس شهرداری در سال ۱۳۶۸ با نام قلعه حسن‌خان شناخته می‌شد، روستایی کوچک و قلعه مانند در حاشیه غربی تهران و پائین روستای وردآورد و کاروانسرا سنگ وردآورد بود. در جبهه شمالی آن کاووسیه، در جبهه غربی سرخ حصار، در جبهه شرقی اسماعیل‌آباد شهرک ابریشم فعلی و در جبهه جنوبی آن ورامینک قرار داشت. در سال۱۳۶۸/۰۴/۰۳ شهر قدس از رشد روستای قلعه حسن‌خان و ادغام آن با نقاط دیگری مانند سرخ حصار، کاووسیه، اسماعیل‌آباد و شهرک بهشتی به وجود آمده است.
سرخ حصار محلهٔ اشرافی نشین شهر است.
آثار تاریخی شهر قدس
از آثار تاریخی شهر قدس می‌توان به تپه کاووسیه مربوط به هزاره سوم پیش از میلاد در محله کاووسیه امروزی که از آثار به‌دست آمده از آن می‌توان به تابوت مردی مومیایی اشاره کرد و امامزادگان ابوالحسن و ابوالحسین معروف به امامزاده حضرتین  انتهای خیابان امامزاده
از فرزندان موسی کاظم هستند و بر دو تکه سنگ که در کنار مرقد مطهر این امامزادگان قرار دارد نوشته شده است: سلاله عصمت و طهارت امامزاده ابوعبدالله الحسین فرزند موسی سلاله عصمت و طهارت امامزاده ابوالحسن علی فرزند محمد و حمام قلعه که قدیمی‌ترین حمام شهر قدس است و بنای آن برای دوره قاجار است و نهرفیروز بهرام به قدمت هزاره سوم پیش از میلاد و قبرهای سر خیابان عمارت و قبرستان ابتدای خیابان چمن اشاره کرد که قدمتی قاجاری دارند اشاره کرد.

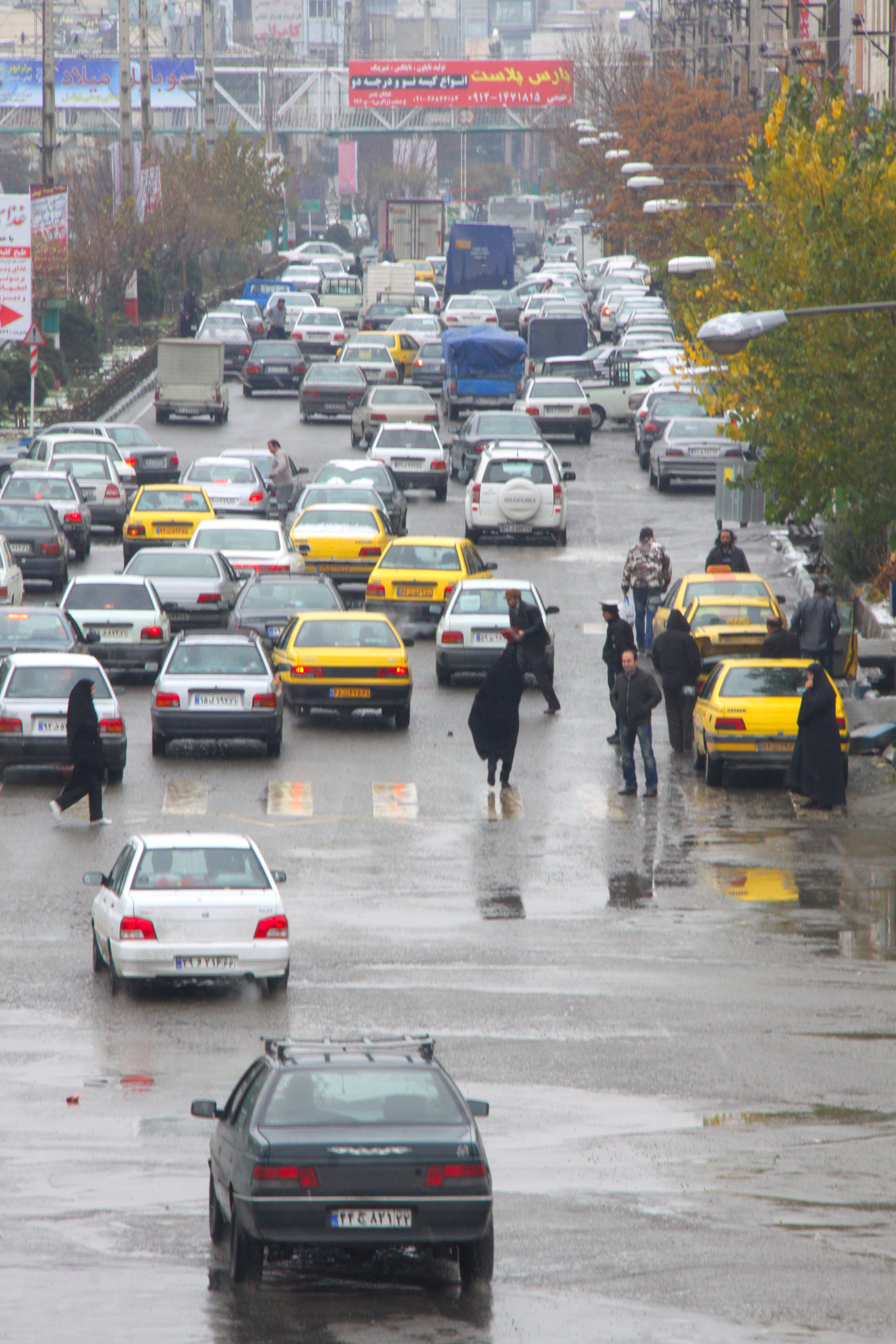
یک بلوار در قلعه حسن خان

## محله و مناطق شهری
محله
شاید بتوان گفت محله قلعه، اولین محله مسکونی شهر قدس امروزی است که بین میدان قدس تا عمارت واقع شده است. البته در گذشته دور در کاووسیه، سرخ حصار، وارمینک، چمن، امامزاده و اسماعیل‌آباد سکونت‌هایی جریان داشته که در مقاطعی خالی از سکنه شده است. قلعه پس از استقرار اولین مهاجرین خمسه و کاشی که برای همیشه ماندگار شدند ساخته شد. امروزه هم کاشی‌ها بیشتر در همین محله و امامزاده ساکن هستند. محله قلعه برج و بارو و دروازه ای داشته که شبها در آن بسته می‌شد و هنوز بین قدیمی‌ها مرسوم است که می‌گویند اگر دیر بیایی در قلعه (یا به لفظ عامه قعله) بسته می‌شود. هنوز می‌توان آثار دیوارهای کاهگلی آن را در کوچه‌های پشت مسجد جامع دید. در این محله اولین حمام که امروزه ثبت میراث فرهنگی شده است قرار دارد. محله قلعه چسبیده به چمن سبزه الماس و عمارت محله اعیانی خان‌ها قلعه است. کوچه‌های باریک اولین خصیصه این محله است که به کوچه‌های بن‌بست ختم می‌شود که امروزه با تخریب و ساخت باغ و باغچه‌های اطرافش در جنوب و شمال به اطراف راه پیدا کرده وگرنه در گذشته تنها از شرق به میدان قدس (لاله) و در غرب به عمارت و میدان آزادی (سرقنات) راه داشت. اقوام اولیه در زمان قاجار مقدم‌های چرگر بودند که برای کار کشاورزی و دامداری به این منطقه کوچ کردند اما در زمان پهلوی مردم جهت اسکان و کار در کارخانجات اطراف آنجا به قلعه مهاجرت کردند. محله‌ای ارزان که نزدیک به شهر تهران بود.
در گذشته شهر قدس دارای چندین محله بوده که تا به امروز هم موجود می‌باشند:
- قلعه
- کاووسیه
- سرخ حصار
- سرقنات (میدان آزادی)
- هرنج
- عمارت
- عوارضی
- چمن
- امامزاده
- اسماعیل‌آباد
- قورت داغی
- گودرزی
- بهتویی (کوچه بهار)

و محله‌های جدید که اکثراً با نام خیابان معروف‌اند:
- کاج
- استقلال
- طالقانی
- سجاد
- شهرک بهشتی
- کشاورز
- مصلی
- جوادآباد
- سی متری شورا
- هشت متری شورا
- بهاران
- صاحب الزمان
- سی متری جمهوری
- بیست متری ولیعصر
- چهل و پنج متری انقلاب
- قناری (حمام بعثت)
- کوی مخابرات
- کوی فرهنگیان (خیابان شهرداری و کوچه شورا)
- کوی نیروی هوایی
- شهرک نیروی انتظامی
- کوی فرزان (روبروی دانشگاه آزاد)
- کوی ابریشم (شهرک ابریشم) فازهای ۱و۲
- کوی شهید عزیزی
- شهرک مسکونی زندیه

و باغات معروف:
- باغ شازده (پشت نفت پارس)
- باغ اختری (پشت شورای جنویی)
- باغ سرهنگ (شهرک ابریشم)
- باغ انگوری (مصلی)

مناطق شهری
مناطق شهری
این شهر در حدود ۲۷۰۰ هکتار مساحت دارد. شهرداری قدس برای تأمین نیازمندی‌ها و اداره بهتر سطح شهر را به ۲ منطقه شهرداری و ۴ ناحیه تقسیم نموده است که جمعیت هر منطقه بالغ بر ۱۵۰۰۰۰نفر است.

## فضاهای شهری
فضای سبز
اکثر فضای سبز قدس خشک شده و تبدیل به خانه و مراکز صنعتی شده، اما همچنان می‌شود نمونه‌هایی از باغات قدیمی را در آن دید. غیر باغات معروف که در بالا به آن اشاره شد می‌توان به بوستان‌ها هم اشاره کرد. مسئولیت نگهداری از فضای سبز و بوستان‌های شهر قدس بر عهده سازمان بوستان‌ها و فضای سبز شهرداری قدس است.
اسامی بوستان‌های بزرگ:
- بوستان آزادگان (بلوار۴۵ متری انقلاب)
- بوستان ولیعصر (میدان ولیعصر)

اسامی بوستان‌های محله‌ای:
- بوستان شهدای کاووسیه (شهرک کاووسیه)
- بوستان شهید مدنی (بلوار مصلی)
- بوستان معلم (خ گودرزی)
- بوستان سرخ حصار
- بوستان حافظ (خ دانش آموز)
- بوستان عمارت (پشت بانک ملی مرکزی)
- جانباز (خ شهید خاکسار)

اماکن ورزشی
- ورزشگاه ۲۵ هزار نفرای شهدا(۳۰متری شورا)
- زمین چمن حضرت ولیعصر (میدان حسین)
- چمن مصنوعی نیما
- زمین ۳۰۰۰متری (خیابان شریعتی (کاج))
- زمین فوتبال سرخه‌حصار
- سالن ورزشی بانوان (صنعت دوم)
- سالن ورزشی الغدیر (شهرک ابریشم)
- سالن ورزشی ولیعصر (میدان ولیعصر)
- سالن ورزشی البرز (کاووسیه)
- سالن ورزشی شهید آقا محمدی (خیابان شهرداری)
- سالن ورزشی حجاب(۴۵متری انقلاب)
- سالن ورزشی جانبازان (کوی جانبازان)
- سالن ورزشی شهید شیرودی (کوی مخابرات)
- سالن ورزشی شهرک دانش
- سالن ورزشی معلم (شهرک ابریشم)
- زمین چمن کاووسیه (کاووسیه)
- خانه کشتی شهر قدس (یادواره خلبان کشتی‌گیر محمد عارف احمدیان)

اماکن فرهنگی
اماکن فرهنگی زیر نظر سازمان فرهنگی ورزشی شهرداری قدس :
- فرهنگسرای قرآن و عترت، دارالقرآن سابق (مصلی).
- مجتمع فرهنگی زینبیه (میدان قدس)
- فرهنگسرای خانواده، بهداشت و سلامت (شهرک بهشتی).
- سالن سینما و آمفی تئاتر فرهنگ وهنر.
- باغ ملّی
- خانه فرهنگ شهدای کاووسیه (کاووسیه).
- خانه فرهنگ شهدای سرخ حصار (سرخ حصار).
- خانه فرهنگ علامه دهخدا (سجاد).
- خانه فرهنگ علامه طباطبایی (ولیعصر).
- خانه جوان (عمارت و کلهر).
- مجتمع فرهنگی باقرالعلوم (مصلی) توضیح: این مجموعه مدیریتی مشترک زیر نظر سازمان و جمعه دارد.
- نگارخانه نقش و نگار، مرکزی سابق (میدان قدس).

مراکز فرهنگی زیر نظر اداره فرهنگ و ارشاد اسلامی :
- انجمن خوشنویسان شهر قدس (میدان قدس).

مراکز آموزشی
1. دانشگاه آزاد اسلامی واحد شهر قدس
2. دانشگاه جامع علمی - کاربردی واحد شهر قدس(۴ دانشگاه در سطح شهرستان قدس)
3. دانشگاه پیام نور واحد شهر قدس (که در سال ۱۳۹۰ با شهریار ادغام شد

## اشتغال
در حال حاضر شهر قدس از لحاظ اشتغال در غرب استان تهران به عنوان یکی از مراکز بزرگ صنعتی محیط کارگری مناسبی را فراهم نموده است و اکثر ساکنان به عنوان کارگر در این مراکز مشغول به کارند. بعد از اشتغال به کشاورزی، کارمندان دولت درصدی از اشتغال را به خود اختصاص می‌دهند. از نظر اجتماعی در حال حاضر شهر قدس با وسعتی در حدود ۲۴ کیلومتر مربع یا به عبارتی ۲٬۴۰۰ هکتار جمعیتی بالغ بر ۳۵۰٬۰۰۰ نفر از دیدگاه وسعت و جمعیت، یکی از شهرهای پرجمعیت و متراکم در کشور محسوب می‌گردد. جمعیتی از اقوام و فرهنگهای مختلف با آداب و سنن متفاوت و ناهمگون که این تنوع زیاد منشأ برخی معضلات اجتماعی نیز در این شهر بوده است.

## کشاورزی
از لحاظ کشاورزی شهر قدس به لحاظ موقعیت جغرافیایی از نوع خاک مرغوب و آب در حد کفایت در سطح شهر و منطقه از کشاورزی مطلوبی برخوردار است. از مهم‌ترین محصولات آن به عنوان نمونه:
- غلات: گندم، جو، ذرت
- از صیفی جات: گوجه، خیار
- باغات میوه: سیب، آلو، گیلاس و آلبالو است.

سطح زیر کشت در حوزه قدس و شهرک‌های اطراف آن ۱۵۰۰ هکتار است. به دنبال تحولات اجتماعی و سیاسی دهه‌های اخیر، افزایش جمعیت و رشد مهاجرت به سوی تهران، امروزه شهر قدس به یکی از مناطق پرجمعیت و متراکم مسکونی حومه تهران تبدیل شده است.

## آلودگی هوای شهر قدس
بر اساس گزارش‌های عمده دلیل آلودگی هوای این شهر وجود معادن شن و ماسه عنوان شده است.
معادن شن و ماسه
شهرستان قدس با دارا بودن واحدهای معدن شن و ماسه و چندین کارخانه آسفالت با مشکل آلودگی هوا مواجه است. برخی از این معادن متعلق به ۳۰ یا ۴۰ سال پیش است. آن زمان شهرستان قدس کوچک‌تر بوده و این معادن در حاشیه شهر قرار گرفته بودند، ولی با گذشت سالیان سال این معادن در چند قدمی محل سکونت شهروندان این شهرستان قرار گرفته‌اند.
به گفته حسین بیگلری رئیس وقت اداره محیط زیست قدس فعالیت صنایع بزرگ و کوچک در شهرستان قدس در کنار مزایا، ثمرات و فرصت‌های متعدد و بالقوه‌ای که از منظر اقتصادی، تولیدی و اشتغال‌زایی  در پی دارد، حاوی مخاطرات و تهدیداتی در عرصه زیست‌محیطی نیز است. وجود۷۴ معدن شن و ماسه در این منطقه به صورت بالقوه مستعد ایجاد آلودگی‌های زیست‌محیطی است که ۶۰ تا ۷۰ درصد این معادن از حیث رعایت اصول زیست‌محیطی، استانداردهای لازم را رعایت می‌کنند، لذا فعالیت معادن با آلایندگی‌هایی همراه بوده که در شهرستان قدس بخش عمده این آلودگی‌ها ناشی از مسیرهای دسترسی و راه‌های مواصلاتی منتهی به معادن و تردد خودروهای سنگین و کامیون‌های حمل مصالح و نخاله‌های ساختمانی است. میزان آلایندگی هوای قدس در مقایسه با شهرستان‌های همجوار (ملارد و شهریار) به مراتب سنگین تر و شدید تر است که فعالیت‌های صنعتی و تولیدی اشاره شده از یکسو و نزدیکی به پایتخت و تأثیرپذیری از هوای آلوده تهران نیز ضریب آلودگی‌ها را تشدید کرده است. یکی از معضلات اساسی ما در این منطقه به لاستیک سوزی و زباله سوزی معطوف می‌شود.
ایستگاه سنجش آلودگی هوا
در خرداد ۹۴ ایستگاه سنجش آلودگی هوا در شهر قدس با حضور مدیر کل محیط زیست استان تهران افتتاح شد. در پاییز ۹۶ اعلام شد که این ایستگاه از کار افتاده است.

## شهرداری قدس
شهرداری قدس سازمانی غیردولتی‌است که درسال۱۳۶۸ تأسیس شد و اداره شهر قدس را به عهده دارد. مسئولیت اداره این سازمان با شهردار قدس است با حکم شورای شهر قدس انتخاب می‌شود. شهرداری قدس شامل ۲ منطقه است که اداره هر منطقه به عهده شهردار آن منطقه است. اولین شهردار قدس، محمد اصالت بود که از سال۱۳۶۸ تا۱۳۷۰عهده‌دار این سمت بود.
فرماندار

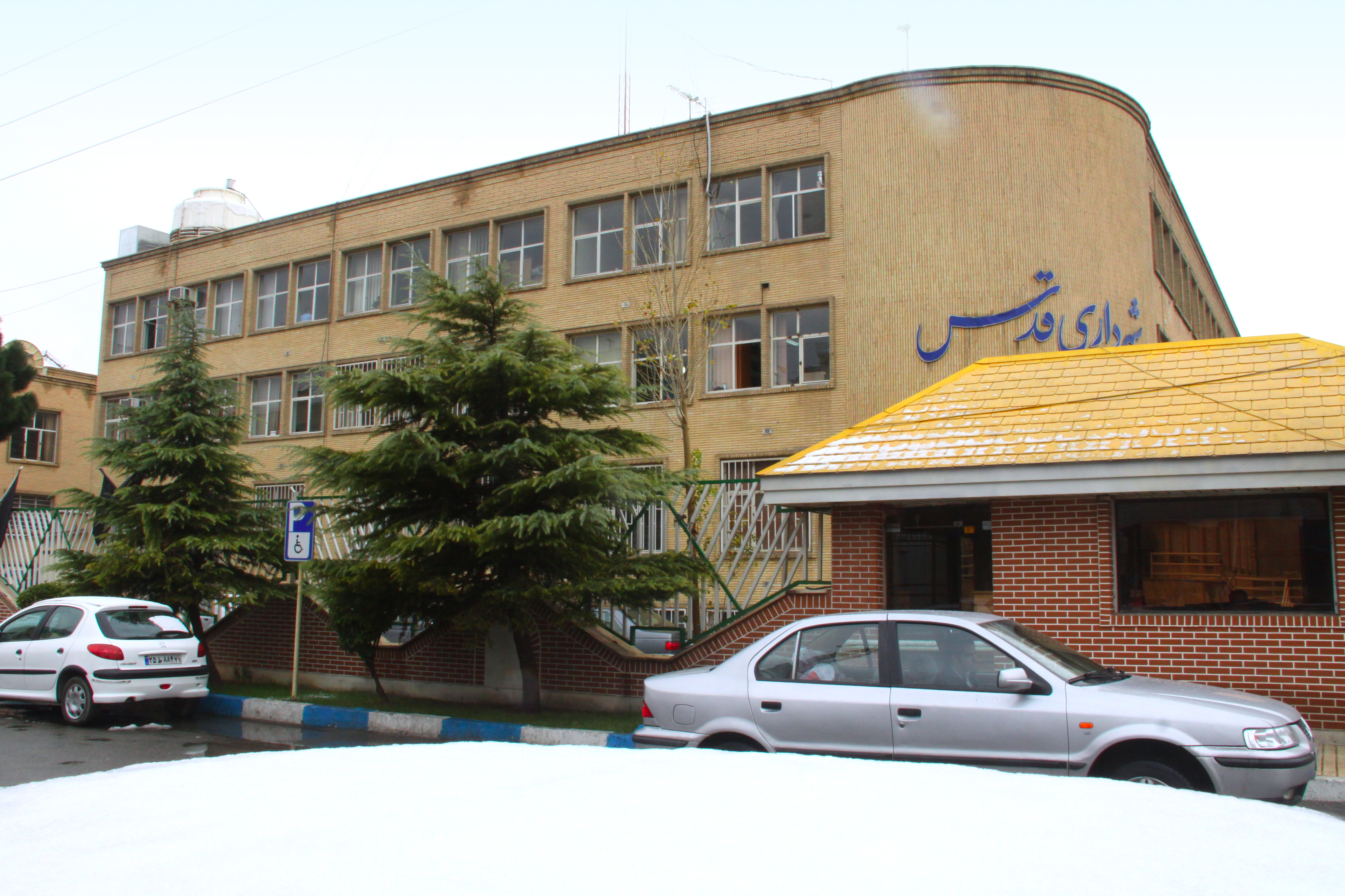
شهرداری قدس (ساختمان مرکزی)

فرماندار فعلی (۱۴۰۲) شهر قدس، وحید گلی‌کانی است.
شهرداران قدس از آغاز تاکنون
- محمد اصالت :اولین شهردار ۱۳۷۰–۱۳۶۸
- جعفر کریمی اصل: ۱۳۷۱–۱۳۷۰
- محمدصادق مصطفی زاده: ۱۳۷۲–۱۳۷۱
- علیرضا گودرزی: ۱۳۷۶–۱۳۷۲
- سید حمزه علی‌آبادی: ۱۳۷۶
- سالار علیجانی: ۱۳۷۸–۱۳۷۶
- علیرضا شهلی: ۱۳۸۲–۱۳۷۸
- حسین یاسمی زاده: ۱۳۸۳–۱۳۸۲
- غلامحسین تابش فرد: ۱۳۸۵–۱۳۸۳
- کریم شایان راد: ۱۳۸۷–۱۳۸۵
- غلامرضا یاوند عباسی: شهریور ۱۳۸۹–۱۳۸۷
- غلامرضا محمد خانی: ۲۸ خرداد۱۳۹۱–شهریور ۱۳۸۹[۲۰][۲۱]
- علی اصغر امیریان (سرپرست):[۲۲] ۱۵ مرداد ۱۳۹۱–۲۸ خرداد۱۳۹۱
- محسن چیبایی: وی از ۱۵ مرداد۱۳۹۱[۲۳] تا۳۰ دی ۱۳۹۱به عنوان سرپرست شهرداری قدس فعالیت نمود و از تاریخ ۳۰ دی ۹۱ تا آبان ۹۲ حکم فعالیت ایشان به عنوان شهردار قدس ابلاغ گردید در ضمن ایشان اولین شهردار قدس می‌باشند که حکم شان توسط وزیر کشور امضا و ابلاغ می‌شود.[۲]
- محمدصادق کولیوند: ۱۳۹۶–آبان۱۳۹۲
- مسعود مختاری: ۱۴۰۰–۱۳۹۶
- سعید شهلی: اکنون–اسفند ۱۴۰۰[۲۴]